# 啟德邨
啟德邨（英語：Kai Tak Estate）位於香港九龍黃大仙大成街與彩虹道交界，原址為香港啟德機場在1958年停止使用的跑道，是香港房屋協會一個已拆卸的公共屋邨，重建為啟德花園。

## 歷史
啟德邨只有兩座大廈，第一座的「啟明樓」於1960年7月興建，其後因為於招租單位時大受清貧家庭歡迎，因此於翌年的11月於啟明樓西面興建了相同類型的大廈，即「德明樓」。
由於此兩座大廈設計參考了徙置事務處的第一型徙置大廈，所以與鄰近的黃大仙下邨當時的樓宇非常類似，兩者的最大分別是啟德邨的樓宇加設了公共廚房及洗衣房。
1978年至1981年，啟德邨進行改建。改建後，每個住客單位擴大約1倍，並設有私人露台和廚廁設備。
啟德邨於1993年清拆，重建後成為現時為啟德花園。

## 屋邨資料

### 歷代樓宇
啟德邨落成後，是有兩座啟眀樓及兩座德明樓。啟明樓的最外一座是位於啟德明渠旁邊，即位於彩虹道向可立中學。鄰邊是另一座啟明樓，然而門牌號碼沒有重複。
德明樓亦有兩座。而分隔開啟明樓和德明樓的，是個相當大的遊樂設施。至於啟明樓與啟明樓及德明樓與德明樓中分隔的，是露天的羽毛球場及用石建成的乒乓球桌。
| 樓宇名稱 | 落成年份 | 拆卸年份 |
| -------- | -------- | -------- |
| 啟明樓   | 1960年   | 1993年   |
| 德明樓   | 1961年   | 1993年   |

## 外部連結
- 香港房屋協會——啟德邨（已拆卸）（页面存档备份，存于）
- 香港地方：建設及建築物 － 房協屋村(一)（页面存档备份，存于）